# Томилин, Алексей Николаевич
Алексе́й Никола́евич Томи́лин (род. 25 марта 1970 года) — российский цитолог, молекулярный биолог, специалист по стволовым клеткам, член-корреспондент РАН (2011).

## Биография
Родился 25 марта 1970 года.
В 1992 году — окончил Ленинградский политехнический институт.
С 1993 по 1997 годы — работал в Институте цитологии РАН и во Франции (University of Caen).
С 1998 по 2002 годы — выполнял исследования в EMBL (Германия) и в лаборатории доктора Ганса Шолера (Hans R. Scholer) в США (University of Pennsylvania).
С 2002 по 2006 годы — руководитель группы отдела биологии развития, возглавляемого доктором Давором Солтером (Davor Solter) Института иммунобиологии Макса Планка, Фрайбург, Германия (Max-Planck-Institute for Immunobiology).
С 2007 года — заведующий лабораторией молекулярной биологии стволовых клеток Института цитологии РАН, Санкт-Петербург.
В 2009 году — защитил докторскую диссертацию, тема: «Роль и механизм действия транскрипционного фактора Oct4 в поддержании плюрипотентности стволовых клеток млекопитающих».
В 2011 году — избран членом-корреспондентом РАН.

## Научная деятельность
Специалист в области физико-химической биологии.
Провёл цикл работ в следующих областях:
- фундаментальные проблемы связи структуры альтернативных димеров POU-доменных транскрипционных факторов и их функции в регуляции транскрипции генов;
- роль центрального регулятора клеточной плюрипотентности POU-доменного белка Oct4 в первичных половых и стволовых клетках млекопитающих;
- исследованы молекулярные механизмы работы Oct4 — выявлен новый класс транскрипционных модуляторов функции белка Oct4, белков семейства PIAS, регулирующих транскрипционную активность и стабильность белка Oct4;
- установлена ключевая роль гомеодоменного белка Cdx2 в трофобластной дифференцировке эмбриональных стволовых клеток млекопитающих.

Предложил новый методический подход к тканеспецифическому генному манипулированию, который может быть применён при лечении плацентарной недостаточности человека. Предложен новый способ получения индуцированных плюрипотентных стволовых (иПС) клеток крысы, открывающий перспективу проведения генного нокаута, а также отработки подходов к тканезамещению на этой удобной животной модели. Разработан метод генетической сенсибилизации, позволяющий осуществлять контроль за туморогенностью эмбриональных стволовых (ЭС) и иПС клеток, тем самым обеспечивая безопасность использования этих клеток в тканезаместительной терапии человека.
Ведёт преподавательскую деятельность на кафедре физико-химических основ медицины факультета медицинской физики и биоинженерии СПбГПУ.

### Научно-организационная деятельность
- член Учёного и диссертационного советов при ИНЦ РАН;
- главный редактор журнала «Цитология» (с 2021), член редколлегии журнала «International Review of Cell and Molecular Biology»;
- член Научно-технического совета Технологической платформы «Медицина будущего».

## Награды
- Медаль ордена «За заслуги перед Отечеством» II степени (26 января 2023 года) — за вклад в развитие науки и многолетнюю добросовестную работу[2]